# ポーリンの大冒険
『ポーリンの大冒険』（The Perils of Pauline）は1967年のアメリカ合衆国の映画。パール・ホワイト主演で1910年代にヒットした連続活劇「ポーリン・シリーズ」を、公開時の1967年を舞台にリメイクした作品。出演はパメラ・オースティンなど。
テレビドラマ『バットマン』に触発され当初はテレビドラマとして制作されたが、スポンサーや放送ネットワークを見つけられず、最終的に3話分のパイロット版エピソードに追加撮影を行い、劇場用の長編映画としてまとめられ公開された。

## ストーリー
孤児院出身のポーリンは結婚を控えていたが、孤児院時代の恋人のジョージの妨害によって縁談が取り消される。
罰として孤児院を追い出されたジョージは大富豪として成功し、ポーリンに告白しようとするも、当のポーリン本人は石油王の息子の家庭教師としてアラビアに旅立った後だった。ところが、ポーリンの教え子となる少年は早熟な問題児であり、彼に結婚を迫られたポーリンは家庭教師の職を辞する。彼女は逃走先のアフリカで小人に捕まった挙句、ゴリラに惚れられた後、ステンというハンターの助けを得てニューヨークへと帰国し、ジョージと再会する。ところが、彼女はマンホールに落ちて太平洋に流されてしまう。一方、ジョージは離れ離れになったショックで病に伏していたが、彼女と無事に再会することができた。

## キャスト
※括弧内は日本語吹替（テレビ版）
- ジョージ：パット・ブーン（広川太一郎）
- ポーリン：パメラ・オースティン（山本嘉子）
- ステン：テリー=トーマス（大塚周夫）
- キャスパー：エドワード・エベレット・ホートン
- ソープ：ハミルトン・キャンプ
- 夫人：ドリス・パッカー
- 総領事：カート・カズナー
- フランディシ：ヴィトー・スコッティ
- コミッサー：レオン・アスキン
- ベンジ王子：リック・ナトリー
- 王子の父：ラリー・D・マン（雨森雅司）
- 日本語版ナレーション：近石真介

## スタッフ
- 監督・製作：ハーバート・B・レオナード、ジョシュア・シェリー
- 脚本：アルバート・ビーチ
- 撮影：ジャック・マータ
- 編集：サム・E・ワックスマン
- 音楽：ヴィク・ミジー